# Bundestagswahlkreis Heilbronn
Der Wahlkreis Heilbronn (Wahlkreis 267) ist ein Bundestagswahlkreis in Baden-Württemberg.

## Wahlkreis
Der Wahlkreis umfasst insgesamt 32 Städte und Gemeinden, neben dem namengebenden Stadtkreis Heilbronn sind dies die Städte und Gemeinden Bad Friedrichshall, Bad Rappenau, Bad Wimpfen, Eberstadt, Ellhofen, Eppingen, Erlenbach, Gemmingen, Gundelsheim, Hardthausen am Kocher, Ittlingen, Jagsthausen, Kirchardt, Langenbrettach, Lehrensteinsfeld, Löwenstein, Massenbachhausen, Möckmühl, Neckarsulm, Neudenau, Neuenstadt am Kocher, Obersulm, Oedheim, Offenau, Roigheim, Schwaigern, Siegelsbach, Untereisesheim, Weinsberg, Widdern und Wüstenrot aus dem Landkreis Heilbronn.

## Geschichte
Ein Wahlkreis Heilbronn existierte bereits bei der Bundestagswahl 1949. Bei der Bundestagswahl 1953 erhielt er die Nummer 166. Der Wahlkreis umfasste von der Wahl 1949 bis zur Bundestagswahl 1961 jeweils die Stadt Heilbronn und den gesamten Landkreis Heilbronn. Für die Bundestagswahl 1965 erhielt er die Nummer 168 und umfasste weiterhin Stadt und Landkreis Heilbronn, ebenso bei der Bundestagswahl 1969 und der Bundestagswahl 1972. Bei der Bundestagswahl 1976 hatte er weiterhin die Nummer 168, umfasste aber nun die Stadt Heilbronn und den südlichen Teil des bei der baden-württembergischen Kreisreform von 1973 neu gebildeten Landkreises Heilbronn; der nördliche Teil des Landkreises war dem Wahlkreis Heidelberg-Land – Sinsheim zugeordnet worden. Bei der Bundestagswahl 1980 erhielt der Wahlkreis die neue Nummer 171 und umfasste nun die Stadt Heilbronn sowie den nördlichen Teil des Landkreises Heilbronn; der südliche Teil des Landkreises gehört seitdem zum neu gebildeten Bundestagswahlkreis Neckar-Zaber. An diesem Wahlkreiszuschnitt änderte sich bis einschließlich der Bundestagswahl 2009 nichts Wesentliches. Die Wahlkreisnummer 171 galt bis zur Bundestagswahl 1998, zur Bundestagswahl 2002 erhielt der Wahlkreis die Nummer 268, die auch zur Bundestagswahl 2005 noch galt; bei der Bundestagswahl 2009 ist der Wahlkreis Heilbronn der Wahlkreis Nr. 267.
Erster Abgeordneter des Wahlkreises Heilbronn war 1949 Georg Kohl von der DVP. Nach dessen Tod 1952 folgte ihm für die FDP Adolf Mauk nach, der den Wahlkreis bei der Wahl 1953 gewann. 1957 gewann der CDU-Politiker Karl Simpfendörfer das Direktmandat, 1961 und 1965 der SPD-Abgeordnete Helmut Bazille, dem 1969 und 1972 sein Parteikollege Erhard Eppler nachfolgte. Nach Epplers Ausscheiden aus dem Bundestag gewann 1976 der CDU-Abgeordnete Egon Susset das Direktmandat, das er bei den Wahlen 1980 bis 1994 verteidigte. Bei den Wahlen 1998 bis 2013 gewann der CDU-Politiker Thomas Strobl den Wahlkreis Heilbronn. Nach Strobls Wechsel in die Landespolitik 2016 setzte sich sein kommunalpolitischer Weggefährte, Alexander Throm, als Direktkandidat der CDU für die Bundestagswahl 2017 durch und trat gegen den SPD-Bundestagsabgeordneten Josip Juratovic an, der in diesem Wahlkreis seit 2005 stets Direktkandidat für die SPD gewesen ist. Mit 35,3 % der Stimmen konnte sich Alexander Throm durchsetzen und zog als direkt gewählter Abgeordneter in den 19. Deutschen Bundestag ein.

## Wahlkreisabgeordnete
| Wahl            | Abgeordneter | Abgeordneter       | Partei | Stimmen in % |
| --------------- | ------------ | ------------------ | ------ | ------------ |
| 1949            |              | Georg Kohl         | DVP    |              |
| 1952 (Nachwahl) |              | Adolf Mauk         | FDP    |              |
| 1953            |              | Adolf Mauk         | FDP    |              |
| 1957            |              | Karl Simpfendörfer | CDU    |              |
| 1961            |              | Helmut Bazille     | SPD    |              |
| 1965            |              | Helmut Bazille     | SPD    |              |
| 1969            |              | Erhard Eppler      | SPD    |              |
| 1972            |              | Erhard Eppler      | SPD    |              |
| 1976            |              | Egon Susset        | CDU    |              |
| 1980            |              | Egon Susset        | CDU    |              |
| 1983            |              | Egon Susset        | CDU    |              |
| 1987            |              | Egon Susset        | CDU    |              |
| 1990            |              | Egon Susset        | CDU    |              |
| 1994            |              | Egon Susset        | CDU    |              |
| 1998            |              | Thomas Strobl      | CDU    |              |
| 2002            |              | Thomas Strobl      | CDU    |              |
| 2005            | 50,3         | Thomas Strobl      | CDU    |              |
| 2009            | 44,2         | Thomas Strobl      | CDU    |              |
| 2013            | 51,4         | Thomas Strobl      | CDU    |              |
| 2017            |              | Alexander Throm    | CDU    | 35,3         |
| 2021            | 27,8         | Alexander Throm    | CDU    |              |
| 2025            | 35,0         | Alexander Throm    | CDU    |              |

## Wahlergebnisse

### Bundestagswahl 2025
| Kandidaten                                             | Kandidaten                           | Parteien/Listen     | Erststimmen | Erststimmen | Zweitstimmen | Zweitstimmen |
| Kandidaten                                             | Kandidaten                           | Parteien/Listen     | Stimmen     | %           | Stimmen      | %            |
| ------------------------------------------------------ | ------------------------------------ | ------------------- | ----------- | ----------- | ------------ | ------------ |
|                                                        | Jens Schäfer                         | SPD                 | 29.914      | 15,5        | 27.713       | 14,3         |
|                                                        | Alexander Richard Thromgewählt im WK | CDU                 | 67.516      | 35,0        | 56.937       | 29,4         |
|                                                        | Jonathan Ebert                       | GRÜNE               | 16.637      | 8,6         | 18.307       | 9,5          |
|                                                        | Michael Georg Link                   | FDP                 | 9.852       | 5,1         | 12.028       | 6,2          |
|                                                        | Jürgen Kögel                         | AfD                 | 48.360      | 25,1        | 49.241       | 25,5         |
|                                                        | Christoph Mössinger                  | Die Linke           | 11.484      | 6,0         | 11.921       | 6,2          |
|                                                        | Jacqueline Plath                     | Freie Wähler        | 4.328       | 2,2         | 2.649        | 1,4          |
|                                                        | –                                    | Tierschutzpartei    | –           | –           | 1.978        | 1,0          |
|                                                        | Alexander Staengle                   | dieBasis            | 1.915       | 1,0         | 1.003        | 0,5          |
|                                                        | –                                    | Die PARTEI          | –           | –           | 927          | 0,5          |
|                                                        | Patrick Fischer                      | Volt                | 1.997       | 1,0         | 1.241        | 0,6          |
|                                                        | –                                    | ÖDP                 | –           | –           | 369          | 0,2          |
|                                                        | –                                    | Bündnis C           | –           | –           | 359          | 0,2          |
|                                                        | Peter Rügner                         | MLPD                | 314         | 0,2         | 86           | 0,0          |
|                                                        | Jochen Holzmann                      | Bündnis Deutschland | 684         | 0,4         | 257          | 0,1          |
|                                                        | –                                    | BSW                 | –           | –           | 8.441        | 4,4          |
| Gesamt                                                 | Gesamt                               | Gesamt              | 193.001     | 100         | 193.457      | 100          |
|                                                        |                                      |                     |             |             |              |              |
| Ungültige Stimmen                                      | Ungültige Stimmen                    | Ungültige Stimmen   | 1.675       | 0,9         | 1.219        | 0,6          |
| Wähler                                                 | Wähler                               | Wähler              | 194.676     | 81,6        | 194.676      | 81,6         |
| Wahlberechtigte                                        | Wahlberechtigte                      | Wahlberechtigte     | 238.592     |             | 238.592      |              |
|                                                        |                                      |                     |             |             |              |              |
| Quellen: Die Bundeswahlleiterin, Kandidaten – Ergebnis |                                      |                     |             |             |              |              |

### Bundestagswahl 2021
Bei der Bundestagswahl am 26. September 2021 traten die unten genannten Kandidaten im Wahlkreis an.
Alexander Throm verteidigte sein Direktmandat für die CDU. Über die Landeslisten zogen Josip Juratovic zum fünften Mal für die SPD und Michael Georg Link für die FDP zum vierten Mal in den Bundestag ein. Franziska Gminder verfügte nicht über einen Listenplatz und vertritt die AfD nun nicht mehr mit einem Bundestagsmandat.
| Direktkandidat     | Partei         | Erststimmen in % | Zweitstimmen in % | Bundestagswahl 2017 Zweitstimmen in % |
| ------------------ | -------------- | ---------------- | ----------------- | ------------------------------------- |
| Alexander Throm    | CDU            | 27,8             | 23,9              | 32,1                                  |
| Josip Juratovic    | SPD            | 24,3             | 22,6              | 17,7                                  |
| Isabell Steidel    | GRÜNE          | 12,7             | 13,0              | 10,4                                  |
| Michael Georg Link | FDP            | 13,7             | 16,2              | 13,0                                  |
| Franziska Gminder  | AfD            | 12,8             | 13,2              | 16,4                                  |
| Konrad Wanner      | DIE LINKE      | 02,3             | 02,8              | 05,7                                  |
| Milena Götz        | Die PARTEI     | 01,7             | 01,1              | 00,4                                  |
| Uwe Basler         | FREIE WÄHLER   | 02,5             | 01,8              | 00,7                                  |
| Peter Rügner       | MLPD           | 00,1             | 00,1              | 00,1                                  |
| Dirk Piper         | dieBasis       | 01,9             | 01,6              | -                                     |
| Markus Schneider   | Die Humanisten | 00,3             | 00,2              | -                                     |

### Bundestagswahl 2017
Die Bundestagswahl am 24. September 2017 hatte im Wahlkreis folgendes Ergebnis:
| Direktkandidat     | Partei         | Erststimmen in % | Zweitstimmen in % | Bundestagswahl 2013 Zweitstimmen in % |
| ------------------ | -------------- | ---------------- | ----------------- | ------------------------------------- |
| Alexander Throm    | CDU            | 35,3             | 32,1              | 45,8                                  |
| Josip Juratovic    | SPD            | 23,2             | 17,7              | 22,1                                  |
| Thomas Fick        | GRÜNE          | 8,1              | 10,4              | 8,5                                   |
| Michael Georg Link | FDP            | 9,6              | 13,0              | 6,4                                   |
| Jürgen Kögel       | AfD            | 15,6             | 16,4              | 5,4                                   |
| Konrad Wanner      | DIE LINKE      | 4,6              | 5,7               | 4,7                                   |
| Alfred Burkhardt   | FREIE WÄHLER   | 1,0              | 0,7               | 0,4                                   |
| Bernhard Keil      | ÖDP            | 0,7              | 0,4               | 0,4                                   |
| Rita Renner        | MLPD           | 0,2              | 0,1               | 0,1                                   |
| Sascha Krolzig     | DIE RECHTE     | 0,1              | 0,1               | —                                     |
| Niclas Keicher     | DIE PARTEI     | 1,2              | 0,8               | —                                     |
| Eduard Martin      | Einzelbewerber | 0,2              | —                 | —                                     |
| Werner Marquardt   | Einzelbewerber | 0,2              | —                 | —                                     |

### Bundestagswahl 2013
Die Bundestagswahl am 22. September 2013 hatte folgendes Ergebnis:
| Direktkandidat     | Partei    | Erststimmen in % | Zweitstimmen in % | Bundestagswahl 2009 Zweitstimmen in % |
| ------------------ | --------- | ---------------- | ----------------- | ------------------------------------- |
| Thomas Strobl      | CDU       | 51,4             | 45,8              | 34,8                                  |
| Josip Juratovic    | SPD       | 27,1             | 22,1              | 21,3                                  |
| Michael Georg Link | FDP       | 3,6              | 6,4               | 19,2                                  |
| Ulrich Schneider   | GRÜNE     | 7,5              | 8,5               | 10,2                                  |
| Heinz Deininger    | DIE LINKE | 4,4              | 4,7               | 7,4                                   |
| Remy Patzelt       | PIRATEN   | 2,7              | 2,2               | 2,0                                   |
| Matthias Brodbeck  | NPD       | 2,3              | 1,6               | 1,6                                   |
| Guido Klamt        | ÖDP       | 0,9              | 0,4               | 0,6                                   |
| Peter Rügner       | MLPD      | 0,2              | 0,1               | 0,1                                   |
| —                  | AfD       | —                | 5,4               | —                                     |
|                    | Sonstige  | —                | 2,9               |                                       |

### Bundestagswahl 2009
| Direktkandidat     | Partei               | Erststimmen in % | Zweitstimmen in % | Bundestagswahl 2005 Zweitstimmen in % |
| ------------------ | -------------------- | ---------------- | ----------------- | ------------------------------------- |
| Thomas Strobl      | CDU                  | 44,2             | 34,8              | 39,5                                  |
| Josip Juratovic    | SPD                  | 25,0             | 21,3              | 32,4                                  |
| Ulrich Schneider   | GRÜNE                | 8,8              | 10,2              | 7,5                                   |
| Michael Georg Link | FDP                  | 12,0             | 19,2              | 11,6                                  |
| —                  | REP                  | —                | 1,1               | 1,5                                   |
| Hasso Ehinger      | DIE LINKE            | 6,5              | 7,4               | 3,8                                   |
| —                  | PBC                  | —                | 0,5               | 0,6                                   |
| Alexander Scholl   | NPD                  | 2,2              | 1,6               | 1,7                                   |
| Rainer Graf        | ödp                  | 1,0              | 0,6               | —                                     |
| —                  | BüSo                 | —                | 0,0               | 0,1                                   |
| —                  | PIRATEN              | —                | 2,0               | —                                     |
| Peter Rügner       | MLPD                 | 0,2              | 0,1               | 0,2                                   |
| —                  | Die Tierschutzpartei | —                | 0,7               | —                                     |

### Bundestagswahl 2005
| Direktkandidat     | Partei    | Erststimmen in % | Zweitstimmen in % | Bundestagswahl 2002 Zweitstimmen in % |
| ------------------ | --------- | ---------------- | ----------------- | ------------------------------------- |
| Thomas Strobl      | CDU       | 50,3             | 39,5              | 43,5                                  |
| Josip Juratovic    | SPD       | 33,6             | 32,4              | 35,6                                  |
| Ulrich Schneider   | GRÜNE     | 5,6              | 7,5               | 8,2                                   |
| Michael Georg Link | FDP       | 4,4              | 11,6              | 7,7                                   |
| —                  | REP       | —                | 1,5               | 1,7                                   |
| Hasso Ehinger      | Die Linke | 3,4              | 3,8               | 0,8                                   |
| —                  | PBC       | —                | 0,6               | 0,5                                   |
| Lars Käppler       | NPD       | 2,3              | 1,7               | 0,4                                   |
| —                  | GRAUE     | —                | 0,5               | 0,2                                   |
| —                  | BüSo      | —                | 0,1               | 0,1                                   |
| —                  | FAMILIE   | —                | 0,8               | —                                     |
| Peter Rügner       | MLPD      | 0,3              | 0,2               | —                                     |